# Изотов, Александр Дмитриевич
Александр Дмитриевич Изотов (1 июня 1951, Ленинград, РСФСР, СССР — 25 января 2022) — советский и российский физикохимик, специалист в области физикохимии твёрдого тела, кристаллохимии и термодинамики неравновесных процессов, член-корреспондент РАН (1997).

## Биография
Родился 1 июня 1951 году в Ленинграде.

### Образование и научная карьера
В 1968 году с золотой медалью окончил среднюю школу № 315 Москвы.
В 1974 году окончил физико-химический факультет Московского института стали и сплавов.
В 1979 году защитил кандидатскую диссертацию.
В 1991 году защитил докторскую диссертацию, тема: «Устойчивость кристаллических структур веществ при внешних критических воздействиях».
В 1997 году избран членом-корреспондентом РАН.
Скончался 25 января 2022 года. Похоронен в Москве на Кунцевском кладбище (участок 10).

### Трудовая деятельность
Вся его жизнь связана с ИОНХ имени Н. С. Курнакова РАН, в который он пришёл после окончания ВУЗа, работал в лаборатории термодинамических основ неорганического материаловедения, с 1994 по 2015 годы — заведующий лабораторией, в последнее время — главный научный сотрудник лаборатории.
С 2002 по 2009 годы — заместитель директора ИОНХ по научной работе.

## Научная деятельность
Внёс большой вклад в теорию устойчивости твёрдых тел, выдвинул и обосновал термодинамические критерии перехода твёрдых тел от хрупкого к пластическому состоянию в условиях динамического нагружения, разработал и развил новую концепцию в теории разрушения конструкционных материалов (керамики) при интенсивных механических и тепловых нагрузках, теоретически доказал механизм диссоциативного разрушения керамики на микро- и наноуровнях.
Профессор РГУ нефти и газа имени И. М. Губкина, принимал участие в работе диссертационных советов ИОНХ РАН, РУДН и МИТХТ, был членом редколлегии журнала «Неорганические материалы».
Под его руководством защищено 4 докторские и 6 кандидатских диссертации.
- Горичев И. Г., Изотов А. Д., Зайцев Б. Е., Невская Е. Ю. Патент на изобретение № 2296174 «Раствор для выщелачивания оксидно-марганцевых руд»  Заявка № 2005120534. Зарегистрирован 27 марта 2007 г.
- Горичев И. Г., Артамонова И. В., Изотов А. Д., Пичугина Н. М. Моделирование кинетических процессов растворения солей с позиций диффузионной кинетики. М.: Изд. МПГУ, 2006. - 97с.
- Гуськов В. Н., Нипан Г. Д., Изотов А. Д. Направленный синтез твердых растворов Cd1-xZnxTe детекторного назначения. Сб. Современные проблемы общей и неорганической химии». М., 2004. - 404 с.
- Гуськов В. Н., Изотов А. Д. Тензиметрическое изучение состава пара над нестехиометрическими кристаллами // Неорганические материалы. - 2010. - Т. 46. - № 9. - С.1111-1113.
- Панкратов Д. В., Изотов А. Д, Горичев И. Г. Вероятностные и фрактальные принципы вывода уравнений кинетики гетерогенных процессов растворения оксидов // Неорганические материалы. – 2010. - Т. 46. - № 6, с.738-744.
- Саныгин В. П., Пашкова О. Н., Филатов А. В., Изотов А. Д. Новый ферромагнитный полупроводник InSb, легированный Mn и Zn // Неорганические материалы. - 2011. - Т. 47. - № 9. - С.1029-1032.
- Изотов А. Д., Маренкин С. Ф., Федорченко И. В., Румянцев А. С., Кочура А. В., Трухан В. М., Шелковая Т. В. Магнитные свойства эвтектического сплава системы InSb-MnSb // Перспективные материалы. – 2011. - С. 228-231.
- Изотов А. Д., Маврикиди Ф. И. Фракталы: делимость вещества как степень свободы в материаловедении. (Монография). Изд. СГАУ. Самара. 2011. 128 с.
- Васильев М. Г., Васильев А. М., Изотов А. Д., Шелякин А. А. Создание и исследование лазерного диода для удаленного контроля метана.// Неорганические материалы. 2012. Т.48. №3. С. 305-311
- Магнитомягкий полупроводниковый материал. Саныгин В. П. Пашкова О. Н. Филатов А. В. Изотов А. Д. Новоторцев В. М. Патент на изобретение № 2465378. Заявка № 2011127787 Приоритет изобретения 07 июня 2011 г. Зарегистрировано в государственном реестре изобретений РФ 27 октября 2012 г
- Пашкова О. Н., Саныгин В. П., Филатов А. В.,Ефимов Н. Н., Изотов А. Д. Магнитомягкий полупроводник InSb с температурой Кюри 320 К.// Журнал неорганической химии.  2012. Т.57.  №7. С. 1073–1075.
- Изотов А. Д., Маврикиди Ф. И. Фракталы в технологии материалов.// Наука и технологии в промышленности. 2012  №3. С. 95-102.
- Саныгин В. П., Тищенко Э. А., Дау Хьеу Ши, Изотов А. Д. Концепция примесного дислокационного магнетизма в полупроводниковых соединениях AIIIBV.// Неорганические материалы. 2013. Т.49. №1. С.8-16
- Зарощенный лазерный диод с длиной волны излучения 1310 нм,  работающий в СВЧ - диапазоне./ М. Г. Васильев, А. М. Васильев,  А. Д. Изотов,  А. А. Шелякин// Известия академии инженерных наук им. А.М. Прохорова. 2013. №2. С.23-30.
- Sanygin V. P., Lobanov N. N., Pashkova O. N., and Izotov A. D. A Microstructural Study of a Quenched InSb Ingot// Inorganic Materials, 2013, Vol. 49, No. 9, pp. 857–861.
- Lobanov N. N., Izotov A. D., Pashkova O. N., and Sanygin V. P. Mn, Zn, and Cd Incorporation into the Crystal Lattice of Indium Antimonide.// Inorganic Materials, 2014, Vol. 50, No. 6, pp. 541–545.
- Васильев М. Г., Васильев А. М., Изотов А. Д., Шелякин А. А. Создание и исследование высокотемпературного лазерного диода с длиной волны излучения 1310 нм на основе зарощенных гетероструктур InP/GaInAsP// Неорганические материалы, 2014, том 50, № 9, с. 963–967.
- Яржемский В. Г. , Изотов А. Д., Изотова В. О. Дополнительные квантовые числа для колебательных состояний симметричных наночастиц// Доклады Академии Наук, 2013, том 453, № 4, с. 391–394.
- Пашкова О. Н., Изотов А. Д., Саныгин В. П., Филатов А. В. Кластерный магнетизм в легированном InSb.// Журнал неорганической химии, 2014, том 59, № 7.С. 688–691.
- Yarzhemsky V. G. and Izotov A. D. Electronic Structure and the Structure of the Order Parameter in High_Tc Superconductors Based on Copper Oxides and Iron Pnictides.// Inorganic Materials. 2014, Vol. 50, No. 9, pp. 907–911.
- Маренкин С. Ф., Изотов А. Д., Федорченко И. В. Технологические основы получения магнитогранулированных структур в системах полупроводник-ферромагнетик.// Известия академии Инженерных Наук им. А.М. Прохорова. 2014. №3. С. 59-64.
- Tyurin A. V., Izotov A. D., Gavrichev K. S., and Zlomanov V. P. Describing the Heat Capacity of III–VI Compound Semiconductors in a Fractal Model// Inorganic Materials. 2014, Vol. 50, No. 9, pp. 903–906.
- Pashkova O. N., Izotov A. D., Sanygin V. P., Filatov A. V. Ferromagnetism of GaSb (2% Mn) Alloy.// Russian Journal of Inorganic Chemistry. 2014, Vol. 59, No. 11, pp. 1324-1327.
- Изотов А. Д., Маврикиди Ф. И. Числовая асимметрия, золотое сечение и квазикристаллы.// Известия академии Инженерных Наук им. А.М. Прохорова. 2015. №1. С. 3-6.
- Маренкин С. Ф., Изотов А. Д., Федорченко И. В., Новоторцев В. М. Синтез магнитогранулированных структур в системах полупроводник-ферромагнетик. // Журнал неорганической химии. 2015. Т. 60. № 3. С. 343–348.

## Награды
- Медаль и премия имени С. И. Мосина (2001)